# Hirschstein
Hirschstein är en kommun i Landkreis Meissen i förbundslandet Sachsen i Tyskland. Kommunen har cirka 2 000 invånare.